# Raphaela Gromes

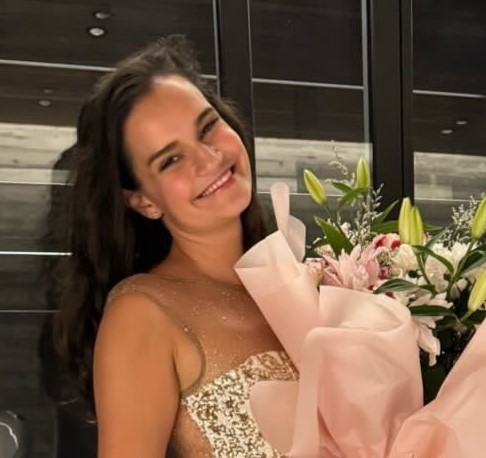
Raphaela Gromes

Raphaela Johanna Gromes (* 16. März 1991 in München) ist eine deutsche Cellistin.

## Leben und Wirken
Raphaela Gromes ist die Tochter der Cellisten Wilhelm Gromes (1960–2019) und Astrid Hedler-Gromes. Mit vier Jahren erhielt sie ersten Cellounterricht und Klavierunterricht bei ihrer Mutter. 2005 debütierte sie als Solistin mit dem Cellokonzert von Friedrich Gulda. Als Jungstudentin studierte sie von 2006 bis 2010 bei Peter Bruns an der Musikhochschule Leipzig. Nach dem Abitur 2010 am musischen Camerloher-Gymnasium Freising folgten Studien an der Musikhochschule München bei Wen-Sinn Yang und später bei Reinhard Latzko an der Universität für Musik und darstellende Kunst Wien. Meisterkurse absolvierte sie bei unter anderem Yo-Yo Ma, David Geringas, Natalia Gutman, Daniel Müller-Schott und Wolfgang Boettcher. Sie wurde von der Studienstiftung des deutschen Volkes, Yehudi Menuhin Live Music Now und der Hans und Eugenia Jütting-Stiftung Stendal gefördert.
Als Solistin trat Gromes mit namhaften Orchestern auf, zum Beispiel den Nürnberger Symphonikern, dem NDR Elbphilharmonie Orchester, dem hr-Sinfonieorchester, dem Gürzenich-Orchester Köln, dem Wiener Tonkünstler-Orchester und besonders den Festival Strings Lucerne unter Leitung von Daniel Dodds. Sie konzertierte unter anderem im Konzerthaus Berlin, im Wiener Konzerthaus, im Festspielhaus Baden-Baden, im Concertgebouw Amsterdam, in der Tonhalle Zürich und in der Hamburger Laeiszhalle. Zudem gastierte sie zum Beispiel beim Schleswig-Holstein Musik Festival, beim Rheingau Musik Festival, bei den Festspielen Mecklenburg-Vorpommern, beim Münchner Opernfestspielen, bei den Ludwigsburger Schlossfestspielen oder beim Edinburgh International Festival und unternahm Tourneen in Europa, den USA, Südamerika, Südkorea, im Nahen Osten und in China. In der Saison 2021/2022 war sie Artist in Residence des Göttinger Symphonie Orchester und 2022/2023 am Staatstheater Augsburg.
Zu ihren Kammermusikpartnern zählten neben ihrem festen Pianisten Julian Riem zum Beispiel Christian Altenburger, Isabelle van Keulen und Mischa Maisky. Von 2011 bis 2016 bildete sie mit Amelie Böckheler das Duo Servais. Im Duo mit Julian Riem trat sie international auf, mehrfach wurde ein gemeinsames Programm mit dem Arcis Saxophon Quartett gestaltet.
Neben Cellokonzerten von Boccherini, Dvořák, Elgar, Haydn, Saint-Saëns, Delius und Schumann, Beethovens Tripelkonzert, Brahms’ Doppelkonzert sowie Tschaikowskis Rokoko-Variationen zählen auch zeitgenössische Werke, wie zum Beispiel die für sie komponierten Cellokonzerte von Dominik Giesriegl (2012), Valentin Bachmann (2013), das 2014 mit Cécile Grüebler uraufgeführte Doppelkonzert Chroma von Mario Bürki und das dem Duo Gromes/Riem gewidmete Doppelkonzert L’Arcobaleno della Vita von Igor Loboda (2022) zu ihrem Repertoire. Dorothea Hofmann widmete dem Duo ihr Werk Curupira (2020).
Neben dem Standardrepertoire spezialisierte sie sich auf Ersteinspielungen, darunter das dritte Cellokonzert von Julius Klengel, die Hommage à Rossini von Jacques Offenbach, die Urfassung der Cellosonate op. 6 von Richard Strauss und die Tre Momenti von Matilde Capuis. Seit der Produktion ihrer Doppel-CD Femmes befasst sie sich besonders mit der Aufführung von Werken von Komponistinnen, zum Beispiel dem Cellokonzert von Marie Jaëll. Gromes arbeitet auch mit musikwissenschaftlichen Instituten zusammen wie der Abteilung Musikwissenschaft der Universität München zur Präsentation von neuen Notenausgaben wie der kritischen Ausgabe der Werke von Richard Strauss.
Gromes lebt in Feldafing.

## Instrumente
Ab 2005 spielte Gromes auf einem Cello von Arthur Bay, das für sie angefertigt wurde. Von 2013 bis 2022 wurde ihr ein Cello von Jean Baptiste Vuillaume aus dem Jahr 1855 aus privater Hand zur Verfügung gestellt. 2022 erwarben Mäzene für sie ein Instrument von Carlo Bergonzi aus dem Jahr 1740, eines von nur drei heute noch bekannten Celli dieses Geigenbauers und das einzige, das aktiv verwendet wird.

## Engagement
Gromes unterstützt die José Carreras Leukämiestiftung durch Öffentlichkeitsarbeit, Teilnahme an Benefizkonzerten und Spenden aus dem Erlös ihrer CDs. Als Musikbotschafterin engagiert sie sich für SOS-Kinderdörfer weltweit. Ein besonderes Anliegen ist ihr die Bereicherung des Cellorepertoires durch die Wiederentdeckung vergessener Werke und das Aufspüren verschollenen Notenmaterials, zum Beispiel in Zusammenarbeit mit dem Archiv Frau und Musik. Gromes setzt sich zusammen mit Anne-Sophie Mutter und Sir Simon Rattle für neue Musikräume wie einen geplanten Konzertsaal im Münchener Werksviertel ein. Ein weiteres Anliegen von Gromes ist ihr Engagement für die Ukraine, indem sie Konzerte mit dem Nationalen Sinfonieorchester der Ukraine gibt, als Botschafterin mit Kindern singt und Musikprojekte begleitet.

## Preise und Auszeichnungen (Auswahl)
- 2012: 1. Preis Instrumentalduo, Musikpreis des Kulturkreis Gasteig[48]
- 2012: 1. Preis beim Richard-Strauss-Wettbewerb[49]
- 2013: 1. Preis beim Concorso Internationale Marco Fiorindo in Turin für das Duo Servais (zusammen mit Amelie Böckheler, Violine)[50]
- 2016: Deutscher Musikwettbewerb, Preisträgerin Kategorie Cello[51]
- 2016: 1. Preis Instrumentalduo, Musikpreis des Kulturkreis Gasteig[52]
- 2019: Bayerischer Kunstförderpreis Musik[53]
- 2019: Preis der Deutschen Schallplattenkritik für die CD Offenbach, Bestenliste 3 / 2019[54]
- 2020: Kulturpreis der Ingrid-zu-Solms-Stiftung[55]
- 2020: Diapason d’or und Chamber Choice Award des BBC Music Magazine (Juni 2020) für das Album Richard Strauss: Cello Sonatas[56]
- 2020: Diapason Nouveauté für das Album Richard Strauss: Cello Sonatas[57]
- 2020: Opus Klassik in der Kategorie „Beste Kammermusikeinspielung Duo“ mit Julian Riem für die CD Offenbach[58]
- 2021: BBC Music Magazine Award Shortlist Chamber Music für das Album Richard Strauss: Cello Sonatas[59]
- 2021: Diapason d’or für das Album Klengel Schumann Romantic Cello Concertos[60]

## Diskografie
- Violoncellosonaten von Strauss & Mendelssohn-Bartholdy. Mit Julian Riem, Klavier. Livemitschnitt Preisträgerkonzert Richard-Strauss-Wettbewerb 2012 (Farao; 2014)
- Duo Servais. Mit Amelie Böckheler, Violine. Werke von Servais, Giesriegl, Martinů (Doris Schwarzer Records; 2014)
- Serenata Italiana. Raphaela Gromes & Julian Riem. Werke von Busoni, Martucci, Casella, Sinigaglia, Capuis, Castelnuovo-Tedesco (Sony Classical; 2017)
- Hommage à Rossini. Mit Julian Riem, Klavier; WDR Funkhausorchester Köln, Dirigent: Enrico Delamboye (Sony Classical; 2018)
- Offenbach. Mit Julian Riem, Klavier; Wen-Sinn Yang, Cello (Sony Classical; 2019)
- Richard Strauss: Cello Sonatas. Mit Julian Riem, Klavier (Sony Classical; 2020)
- Raphaela Gromes: Klengel, Schumann. Romantic Cello Concertos. Werke von Robert und Clara Schumann, Julius Klengel, Richard Strauss, Johannes Brahms. Mit Julian Riem, Klavier; Rundfunk-Sinfonieorchester Berlin, Dirigent: Nicholas Carter (Sony Classical; 2020)
- Raphaela Gromes: Imagination. Werke von u. a. Tschaikowski, Mendelssohn, Dvořák, Schumann. Mit Julian Riem, Klavier (Sony Classical; 2021)
- Raphaela Gromes: Femmes. Werke von 23 Komponistinnen, u. a. Amy Beach, Germaine Tailleferre, Florence Price, Billie Eilish, Hildegard von Bingen. Mit Julian Riem, Klavier; Festival Strings Lucerne, Dirigent: Daniel Dodds (Sony Classical; 2023)
- Chopin: Nocturnes. Mit Olga Scheps, Klavier (Sony Classical; 2024)
- Dvorák: Cello Concerto. Mit dem National Symphony Orchestra of Ukraine unter Leitung von Volodymyr Sirenko (Sony Classical; 2024)